# Cophomantinae
Sous-famille
Les Cophomantinae sont une sous-famille d'amphibiens de la famille des Hylidae.

## Systématique
La famille des Cophomantinae a été créée en 1878 par le zoologiste néerlandais Christiaan Karel Hoffmann (d) (1841-1903).

## Répartition
Les espèces de cette sous-famille sont présentes en Amérique du Sud.

## Liste des genres
Selon Amphibian Species of the World (10 juin 2017) :
- genre Aplastodiscus Lutz, 1950
- genre Boana Gray, 1825
- genre Bokermannohyla Faivovich, Haddad, Garcia, Frost, Campbell & Wheeler, 2005
- genre Colomascirtus Duellman, Marion, & Hedges, 2016
- genre Hyloscirtus Peters, 1882
- genre Myersiohyla Faivovich, Haddad, Garcia, Frost, Campbell & Wheeler, 2005
- Incertae Sedis :
  - "Hyla" nicefori (Cochran & Goin, 1970)